# Ajahn
Ajahn (Ajaan) é um termo do idioma tailandês que pode ser traduzido como "professor" ou "mentor". É derivado da palavra ācariya de mesmo significado, e proveniente do idioma Pali.
É um termo de respeito, similar à forma de tratamento sensei em japonês. É costumeiramente usado para se referir a monges, Bhikkhus da escola budista Teravada, após completarem  dez vassas. No entanto, há também a argumentação de que a necessidade de se passar por dez vassas não é estritamente exata, o que pode demonstrar um entrelaçamento da cultura tailandesa com o código monástico budista (vinaya).

## Famosos Ajahns
A lista abaixo mostra alguns dos mais famosos Ajahns da escola Budista Theravada:
- Ajahn Mudito
- Ajahn Sumedho
- Ajahn Chah
- Ajahn Lee
- Ajahn Jayasaro
- Ajahn Buddhadasa
- Ajahn Thanissaro
- Ajahn Paññavaddho
- Ajahn Brahm